# エネルギー最前線 ミライレポート
エネルギー最前線 ミライレポート（エネルギー・さいぜんせん・ミライレポート）は、中国放送制作で、中国地方の民間中波ラジオ4社ブロックネットによる環境情報番組。中国電力1社協賛番組。

## 概要
2009年10月から、神足裕司をパーソナリティーに迎えて開始。当初は「神足裕司のエネルギー最前線 ミライレポート」という題だったが、神足が病気療養のため2012年3月で一旦降板（実際には2011年秋ごろから休養）し、同4月より堀浩司が担当。と共に、パーソナリティーの冠なしの現在の題名となった。2014年9月終了
番組では東日本大震災発生前から、21世紀の自然エネルギー、再生可能エネルギーについて検討し、これらを我々の日々の暮らしにどのように浸透させるか、エネルギーを身近な側面から考えていくための様々な取組みをレポートしていく。2012年4月以後はポッドキャスティング（インターネットラジオ）でも聴取可能

## 放送日時
いずれも毎週土曜日。基幹局のRCC以外は先行テープネット。
- 中国放送　11:10-11:25
- 山陽放送・山陰放送　8:15-8:30
- 山口放送　8:30-8:45

## パーソナリティー
- 堀浩司（経済評論家・阪南大学理事<2014年4月就任>）　2012.4-
- 田口麻衣（RCCアナウンサー）　2013.4-（2014.7-8月は一時休演）

過去
- 神足裕司（コラムニスト）　2009.10-2012.3（実質的には2011年秋ごろから休養）
- 和佐由紀子（RCCアナウンサー）　2009.10-2013・3
- 泉水はる佳（RCCアナウンサー）　2014.7-8（田口の休演期間中の代行）